# Jubaland

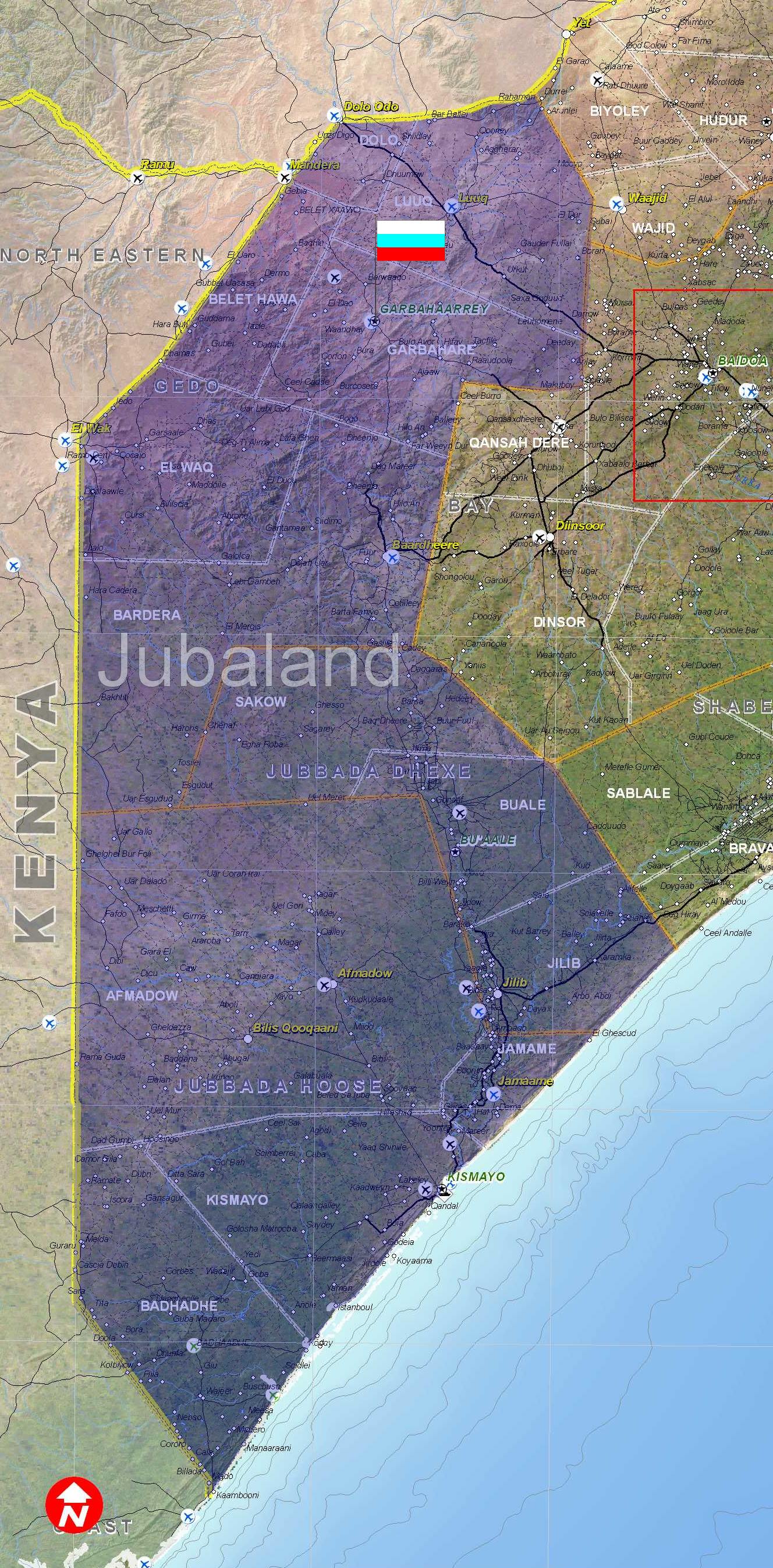
Karte von Jubaland

Als Jubaland (Somali: Jubbaland, arabisch جوبالاند) wird der westlich des Flusses Juba/Jubba an der Grenze zu Kenia gelegene äußerste Südwesten Somalias bezeichnet. Dieses Gebiet umfasst die ehemaligen somalischen Verwaltungsregionen Gedo, Mittel- und Unter-Jubba. Bedeutendste Stadt ist die Hafenstadt Kismaayo. Clans in der Region sind die überwiegend ländlichen und viehzüchtenden Marehan- und Ogadeni-Darod. In der Stadt Kismaayo leben auch Harti-Darod. Am Fluss Juba leben die somalischen Bantu als Ackerbauern.
Im Verlauf des Somalischen Bürgerkriegs haben politischen Führer aus der Region das schwer umkämpfte Gebiet gleich mehrmals zum autonomen Staat Jubaland, im Jahr 2011 auch Azania erklärt. Nach Einführung der neuen föderalen Verfassung Somalias im August 2012 bildete die Interim Jubba Administration (IJA) unter Führung des ehemaligen islamistischen Kommandeurs Ahmed Mohamed Islam „Madobe“ am 28. August 2013 eine von der neuen Bundesregierung Somalias gebilligte Übergangsverwaltung für einen Bundesstaat Jubaland State of Somalia.

## Geschichte

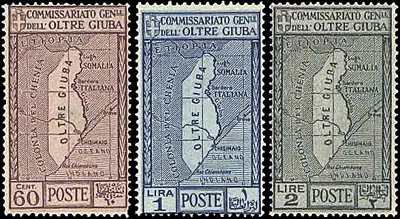
Briefmarken des italienischen Oltre Giuba 1926

### Frühzeit
Die Region spielte über ihre Häfen vermutlich schon in der Antike eine Rolle im Welthandel. Zahlreiche Städte am Juba bestehen zumindest seit dem Mittelalter, wie Bardera oder der Hafen Kismaayo. Bis ins 17. Jahrhundert war die Region ein Teil des Sultanat Ajuuraan, geriet ab 1836 unter den Einfluss des Sultanats Maskat und wurde bei dessen Aufteilung am 19. Oktober 1856 dem Sultanat Sansibar zugeschlagen.

### Kolonialzeit
Am 7. November 1890 wurde Sansibar zum britischen Protektorat und trat seine ostafrikanischen Besitzungen am 1. Juli 1895 an Großbritannien ab. Die Gebiete westlich des Flusses Juba gehörten damit zu Britisch-Ostafrika, ehe es 1924 als Trans-Juba oder Oltre Giuba an Italien übertragen und am 30. Juni 1926 in Italienisch-Somaliland eingegliedert wurde. Trans-Juba umfasste zu dieser Zeit 87.000 km² mit einer Bevölkerung von 120.000 Menschen.
Während des Zweiten Weltkrieges wurde das Gebiet von britischen Truppen besetzt und unterstand bis 1947 einer Militärverwaltung. Von 1947 bis zur Unabhängigkeit Somalias am 1. Juli 1960 war Jubaland Teil des Italienischen Treuhandgebietes Somalia.

### Bürgerkrieg

#### Jubaland

Flagge Jubalands (1998)

Im somalischen Bürgerkrieg seit 1991 war Jubaland zwischen verschiedenen Kriegsparteien umkämpft. Im Dezember 1993 nahm der Kriegsherr Siad Hersi Morgan Kismaayo ein. Er rief mit seiner SPM-Harti am 3. September 1998 den unabhängigen Staat Jubaland aus, der aber von keinem Staat als solcher anerkannt wurde. Siad Hersi und die SPM-Harti wurden 1999 von der gegnerischen Juba-Tal-Allianz (JVA) entmachtet. Die JVA schloss sich am 18. Juni 2001 der Übergangsregierung Somalias an, so dass Jubaland nun nominell unter deren Kontrolle war. Mit Siad Hersi kam es aber weiterhin zu Kämpfen. 2006 übernahm die Union islamischer Gerichte die Macht in Jubaland und weiten anderen Landesteilen und verdrängte die JVA. Nach der Niederlage der Union gegen internationale Truppen, gruppierten sich im Süden die radikalen islamische Milizen unter al-Shabaab.

#### Azania State of Somalia

Flagge Azanias (2011)

Ab 2010 begannen sich Bewohner im Süden um eine neue säkulare Verwaltung und Stabilität in der Region zu bemühen. In der kenianischen Hauptstadt Nairobi gründeten somalische Politiker am 3. April 2011 schließlich die Republik Azania. Bei der Gründung nahm man sich die autonomen Republiken im Norden des Landes zum Vorbild, wie Puntland oder Galmudug, die sich zwar eigenständig verwalten, aber im Unterschied zu Somaliland auch weiterhin als Teile eines gemeinsamen Staates Somalia verstehen. Erster Präsident der neuen Republik wurde Mohamed Abdi Gandhi, der ehemalige Verteidigungsminister Somalias. Der Name Azania wurde laut Gandhi aufgrund seiner historischen Bedeutung gewählt – ursprünglich wurde die somalische Küste von ägyptischen Seglern so genannt, da es hier reichlich an Essensvorräten gab. In seinem Wortursprung bedeutet es "Land des Überflusses".
Bei der Befreiung Jubalands von al-Shabaab profitierte die Region Oktober 2011 von der kenianischen Operation Linda Nchi (deutsch: Verteidigt die Nation), mit der Kenia militärisch in den Bürgerkrieg eingriff. Beobachter vermuteten, dass sich Kenia über die Republik Azania eine Pufferzone einrichten und Einfluss auf die in der Region vermuteten Erdölreserven gewinnen wollte.

#### Jubaland State of Somalia

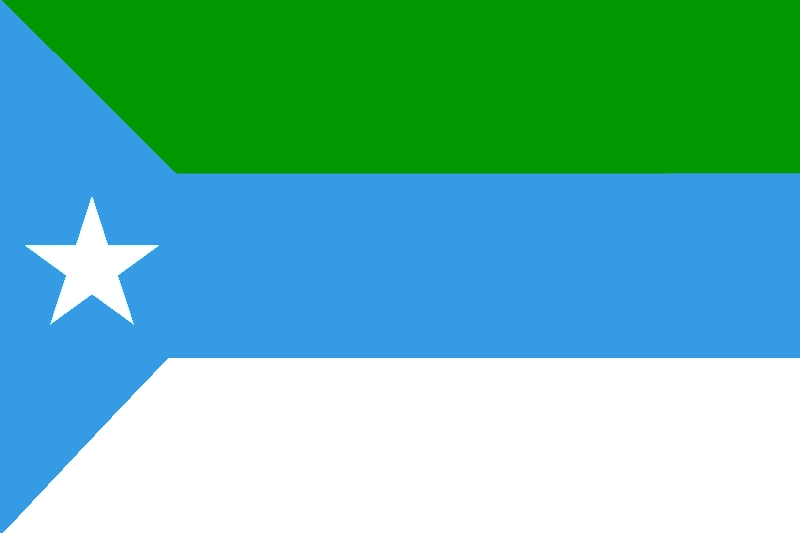
Flagge Jubalands (2013)

Delegierte bei einer „Staatskonferenz“ in Kismaayo nahmen am 2. April 2013 eine provisorische Verfassung für Jubaland an. Eine verfassungsgebende Versammlung wählte dann am 15. Mai 2013 Ahmed Mohamed Islam, genannt „Madobe“, zum neuen Präsidenten. Auch wenn Madobe, Führer der Ras Kamboni Miliz erfolgreich gegen militante, angeblich mit Al-Qaida verbundene Kämpfer vorgegangen war, galt der ehemalige Warlord bei der Regierung in Mogadischu als unbeliebt. Nur Stunden später erklärte sich der ehemalige Führer der JVA, Barre Hiirale, zum rechtmäßigen Präsidenten der Region, fand aber außer dem Wohlwollen der Zentralregierung zu wenig Unterstützung.
Am 28. August 2013 unterzeichnete die Autonomieregierung ein nationales Versöhnungsabkommen mit der somalischen Bundesregierung. Das Abkommen war von Äthiopien vermittelt worden und sah vor, dass Jubaland für die kommenden zwei Jahre von einer Interimsregierung unter Ahmed Mohamed Islam regiert wird. Die Kontrolle über den Hafen und Flughafen von Kismaayo soll im Gegenzug Anfang 2014 an die Bundesregierung übertragen werden, wobei Erträge aus diesen für die öffentlichen Dienste und den Aufbau von Institutionen in Jubaland zweckgebunden werden. Das Abkommen sieht auch die Integration der militärischen Kräfte der Region in die somalische Armee vor, während die Interimsregierung Kontrolle über die regionale Polizei behält. Repräsentanten von AU, UNO, EU und IGAD waren ebenfalls bei der Unterzeichnung anwesend. Der damalige UN-Spezialgesandte für Somalia, Nicholas Kay, bezeichnete das Abkommen als „Durchbruch, der die Türe für eine bessere Zukunft Somalias öffnet“.